# Сидней (футбольный клуб)
«Си́дней» (англ. Sydney Football Club) — австралийский футбольный клуб из одноимённого города, выступающий в главном футбольном соревновании страны, А-лига, проводимого под эгидой Футбольной федерации Австралии. Клуб дважды становился чемпионом А-лиги (в 2006 и 2010) и обладателем Премьерского Блюда сезона 2009/10, а также является единственным клубом А-лиги одержавшим победу в Лиге чемпионов ОФК в 2005 году. С 2006 года, после перехода Футбольной федерации Австралии в Азиатскую конфедерация футбола, клубы А-Лиги участвуют в Лиге чемпионов АФК, «Сидней» принимал участие в Лиге чемпионов АФК в 2007, 2011, 2016 и 2018. Завоевав титулы в W-Лиге и Национальной молодёжной лиге, «Сидней» является единственным клубом обладателем титула А-лиги и двух аффилированных соревнований.
Домашним стадионом клуба является мультифункциональный стадион Альянс Стэдиум с вместимостью 45 500 человек расположенный в районе Мур парк. Поскольку первые семь лет А-Лиги «Сидней» являлся единственным клубом города болельщики представляют весь Сидней, а не какие-то отдельные районы. Ко всему прочему за «Сиднеем» закреплена репутация приобретающего известных футболистов, таких как: Дуайт Йорк, Жуниньо Паулиста, Джон Алоизи, Бретт Эмертон, Лукас Нил, Алессандро Дель Пьеро.

## История

### Основание
Первые шаги в направлении создания «ФК Сидней» были предприняты в апреле 2004 года, когда Футбольный Союз Нового Южного Уэльса объявил о своём намерении принять участие в торгах на получение лицензии для участия в новой лиге. 19 июля была подана заявка в Футбольную федерацию Австралии. Поскольку был заявлен принцип «один город — одна команда», заявка была оспорена консорциумом, известным как «Сидней Блюз», во главе с Ником Политисом. После того как ФФА сообщило о том, что из двух заявок склоняется к выбору «Сидней ФК», Политис отказался от поддержки «Сидней Блюз», оставив тем самым «Сидней» единственной заявкой от города.
«Сидней» был официально представлен в качестве члена новой 8-ми командной лиги 1 ноября 2004 года, 25 % акций принадлежало Футбольному союзу НЮУ, остальные находились в частном владении, первым председателем правления клуба был назначен Вальтер Бугно. 11 декабря 2004 года Футбольный Союз Нового Южного Уэльса объявил о своём выходе из проекта в связи с автократическим стилем управления совладельца клуба Френка Лоуи, а также отсутствие консультаций по ключевым вопросам, таки как выбор Сиднейского футбольного стадиона в качестве домашней арены вместо стадиона Парраматта и снижения участия во владении клубом Союза со 100 % до 25 %.
В феврале 2005 года заявили 16 из 20 возможных игроков — Соккеруз Стива Корику, Клинта Болтона, Элвина Чекколи, Давида Здрилича, а также молодёжной сборной Джастина Пасфилда, Марка Миллигана, Иэна Файфа, Джэйкоба Тимпано. Главным тренером был назначен Пьер Литтбарски, а его помощником стал бывший игрок «Норвич Сити» Иан Крук. Свой первый матч «Сидней» провёл против «Мэнли Юнайтед» 25 марта 2005 года, одержав победу со счётом 6:1. Немного позднее клуб отправился в турне по ОАЭ, где провели встречи с клубами «ФК Хатта», «Аль-Айн» и «Аль-Джазира», выиграв во всех трёх матчах. Также во время турне, клуб сообщил о заключении контракта с бывшим игроком «Манчестер Юнайтед» Дуайтом Йорком на два сезона с зарплатой 1 500 000 долларов.

### Ранние годы
Первый официальный матч клуб провёл на Сентрал Кост Стедиум в Госфорде против «Квинсленд Роар» в рамках отборочного турнира для участия в Лиге чемпионов ОФК 2005 года. Одержав победу в этом матче со счётом 3:0, «Сидней» также обыграл «Перт Глори» и «Сентрал Кост Маринерс» и получили право выступать на турнире ОФК проходившего на Таити. После нервного первого матча с новозеландским «Окленд Сити», клуб с лёгкостью выиграл в остальных матчах одержав победу в Лиге чемпионов ОФК, а также квалифицировался для участия в Клубном чемпионате мира 2005 в Японии. Первый матч на Альянс Стэдиум прошёл в рамках Предсезонный Кубок вызова А-Лиги 2005. В этой игре также дебютировал в составе клуба Дуайт Йорк, забив первый гол в матче. Поражение в полуфинале турнира «Перт Глори» после гола Ника Уорда в добавленное время привело к окончанию беспроигрышной серии которая длилась 11 матчей.
Первый сезон А-Лиги «Сидней» провёл успешно, заняв второе место в регулярном чемпионате после «Аделаида Юнайтед» и одержав победу в Гранд Финале «Сентрал Кост Маринерс» после того как Стив Корика забил гол во втором тайме, со счётом 1:0. но несмотря на это Пьер Литтбарски покинул клуб после того как ему было предложено понизить зарплату, а Дуайт Йорк заключил контракт с клубом АПЛ «Сандерленд». На сезон 2006/07 новым тренером был назначен бывший игрок сборной Англии Терри Бутчер. Однако команда показывала блеклую игру, несмотря на приобретение Алекса Броска и итальянца Бенито Карбоне. Также клуб был оштрафован на 3 очка после того, как было установлено нарушение потолка зарплат при выплатах Давиду Здриличу. Несмотря на проблемы за пределами поля, клуб смог пробиться в плей-офф, где в полуфинале уступил «Ньюкасл Джетс». Несмотря на то, что Бутчер вывел команду в финальную часть, болельщики были недовольны стилем игры. В конце концов после завершения сезона Бутчер расторг контракт с клубом по обоюдному согласию. Для участия в Лиге чемпионов АФК 2007 был нанят тренер Бранко Кулина, где они не смогли пробиться из группы заняв второе место после будущего победителя турнира «Урава Ред Даймондс». В национальном чемпионате команда Кулины показывала слабый результат, вследствие чего он был отправлен в отставку, а на его место нанят бывший тренер «Аделаида Юнайтед» Джон Космина. До конца регулярного чемпионата команда выступала стабильно и вышла в плей-офф, где уступила «Квинсленд Роар».

### Эра Лавички
Косимна не смог повторить успеха на следующий сезон, вместо бывшего игрока сборной Бразилии Жуниньо Паулиста был подписан футболист Соккеруз Джон Алоизи, также были приобретены чемпионы прошлого сезона в составе «Ньюкасл Джетс» Марк Бридж и Стюарт Мусиалик и ещё один Соккеруз Саймон Колозимо. Несмотря на хорошие приобретения сезон 2008/09 сезон оказался провальным. Игра Алоизи не соответствовала уровню и критиковалась, как и Космина тактика которого вызывала много вопросов и его поведение в СМИ было очень агрессивным. Некоторые игроки впали в немилость к тренеру, такие как Стив Корика и Клинт Болтон перестали попадать в состав. Также впервые в своей истории клуб не смог пробиться в плей-офф. После приобретения клуба российским миллиардером Давидом Трактовенко, председателем правление стал муж его дочери, Скотт Барлоу, который принял решение об увольнении Космины в феврале 2009 года. Назначение через неделю главным тренером чеха Витезслава Лавички стало свежей струёй для клуба. Лавичка стал изменять игру клуба прививая европейский стиль игры. Он доверил место в составе Корике, Алоизи и другим игрокам, которые собирались покинуть клуб, и как результат первая победа в регулярном чемпионате в истории клуба. После победы в Малом финале над «Веллингтон Феникс» «Сидней» стал участником пятого Гранд финала. Финал прошёл в Мельбурне на стадионе Этихад Стэйдиум против местного клуба «Мельбурн Виктори». «Сидней» завладел инициативой на 61 минуте матча, после гола Марка Бриджа, спустя несколько мгновений «Мельбурну» не засчитали гол забитый из офсайда, счёт сравнялся на 81 минуте после удара Адриана Лейера. Судьба встречи была решена в серии пенальти, после того как Кевин Мускат попал в штангу, «Сидней» стал чемпионом во второй раз.
Защитить титул в следующем сезоне у Витезслава не получилось. В межсезонье чемпионский состав покинули ряд ключевых игроков, Стив Корика завершил карьеру, Карол Кисел вернулся в Европу, Джон Алоизи, Саймон Колозимо и Клинт Болтон продолжили свою карьеру в «Мельбурн Харт». Клубу удалось переманить из «Кристал Пэлас» бывшего Соккеруз Ника Карла. Этого оказалось недостаточно, на протяжении первых десяти туров команда не могла победить, в итоге заняв девятое место в регулярном чемпионате, «Сидней» не смог пройти в плей-офф.
Третий сезон под руководством Лавички начался с приобретения опытного защитника Майкла Бошама и возвращение в клуб Карола Кисела, а также переход футболиста «Блэкберн Роверс» Бретт Эмертон, который ради «Сиднея» расторг свой действующий контракт. В регулярном чемпионате клуб занял пятую строчку, обеспечив себе право выступать в плей-офф, однако «Сидней» уступил в первом же туре плей-офф клубу «Веллингтон Феникс». После окончания сезона руководство клуба объявило о том, что контракт с Лавичкой продлён не будет.

### 2012—2014
Перед сезоном 2012/13 у клуба не получилось подписать в качестве главного тренера Грэма Арнольда, который отверг предложение от «Сиднея»,, а Тони Попович который работал в клубе в должности помощника возглавил новый клуб «Вестерн Сидней Уондерерс». В итоге в мае 2012 года тренером назначен Иан Крук. Перед сезоном команду покинули ряд ведущих игроков Бруно Казарин, Юхо Мякеля, Марк Бридж, Карол Кисел и Майкл Бошам. В сентябре клуб подписал контракт на два года с зарплатой в 2 миллиона долларов в год с легендарным футболистом сборной Италии и «Ювентуса» Алессандро Дель Пьеро. Однако через шесть недель после начала регулярного чемпионата Крук подал в отставку, мотивировав это тем, что он находится в «постоянной стрессе» и это плохо сказывается на его здоровье, исполняющим обязанности главного тренера был назначен Стив Корика. 28 ноября 2012 года главным тренером был назначен Фрэнк Фарина. В зимнее трансферное окно клуб усилился парой защитников, был приобретён капитан Соккеруз Лукас Нил и бразилец Тиаго Кальвано. Проиграв в последнем туре «Брисбен Роар» команда заняла седьмую строчку, чем лишила себя возможности выступить в плей-офф.
Летом 2013 года «Сидней» впервые в истории А-лиги отправился в европейский тур, где провёл матчи с клубами «Падова», «Удинезе», «Виченца», «Читтаделла», «Венеция» и «Реджана», в трёх из которых одержал победу. После восьми матчей регулярного сезона в активе команды было всего 4 очка, фанаты стали выражать обеспокоенность о состоянии дел в клубе. На трибунах во время домашнего матча с «Аделаидой» появился баннер: «Мы хотим чтобы Фарина ушёл». Начался массовый исход болельщиков из крупнейшей группировки The Cove. В феврале 2014 года правление провело специальный форум с болельщиками. В оставшихся девяти играх, команда уступила только в двух и прошла в плей-офф, где вылетела в первом туре. После окончания выступления клуба в сезоне Фарина был отправлен в отставку.

### Эпоха Арнольда
8 мая 2014 года «Сидней» объявил о назначении тренера на сезон 2014/15 Грэма Арнольда. Также о завершении карьеры объявили Терри Макфлин и в январе Бретт Эмертон, а также по окончании контракта клуб покинул Алессандро Дель Пьеро, . Что бы восполнить потери были приобретены бронзовый призёр Джей-лиги Ранко Деспотович и бывший Соккеруз Ричард Гарсия. 12 мая 2014 года Арнольд объявил о том, что из клуба «Шанхай Ист Эйша» взят в аренду Берни Ибини-Исэй, с которым Грэм ранее работал в «Сентрал Кост Маринерс», а позднее были заключены контракты с ещё двумя нападающими Шейном Смелцом и Алексом Броском. 31 июля 2014 года было объявлено о подписании контракта с ещё одним нападающим, капитаном сборной Австрии Марком Янко. 8 октября 2014 года Броск объявлен капитаном, а Никола Петкович и Саша Огненовский вице-капитанами. Сезон начался с матча с недавно переименованным клубом «Мельбурн Сити» с Давидом Вильей во главе атаки. Силы оказались равны матч закончился ничьей 1—1. На протяжении восьми матчей у «Сиднея» была беспроигрышная серия, которая закончилась в матче с «Перт Глори» на Альянс Стэдиум, в котором за семь минут до окончания матча пропустили 2 мяча. Зимой были приобретены футболисты сборной Сенегала Микаэль Таварес и Жак Фати для замены травмированных игроков. К концу регулярного сезона побил множество рекордов, включая рекорд посещаемости на матче с «Вестерн Сидней Уондерерс» (41 213 человек), рекордное количество выездных матчей без поражений, стал клубом которому удалось забить три и более мяча в пяти матчах подряд, а также Марк Янко, забив 17 мячей, стал главным бомбардиром чемпионата. «Сидней» без особых проблем прошёл в плей-офф, где уступил в финале «Мельбурн Виктори» со счётом 3-0.
К концу сезона в прессе стали появляться слухи о переходе в клуб игрока молодёжной сборной Австралии и «Ньюкасл Джетс» Эндрю Хула, которые подтвердились 30 апреля 2015 года. Также клуб пере подписал контракты с Микаэльем Таваресом на два года и его кузеном Жаком Фати на один год. Также 27 мая клуб объявил о продлении контракта с Шейном Смелцом на два года. 3 июня 2015 года клуб объявил, что в составе пока только 18 футболистов, но планирует до начала сезона ещё пополнится футболистами. Уже 15 июля был подписан Закари Андерсон который имел опыт выступления под руководством Арнольда, а также два иностранных игрока Филипа Голошко из «Бешикташа» и Милоша Нинковича из «Эвиана» и продлил контракт с Милошем Димитриевичем на два года. Среди потерь межсезонья были Марк Янко ушедший в «Базель», Петкович, Никола в «Вестерло» и Терри Антонис проданный в «ПАОК».

## Логотип и клубный цвет
Основным цветом «Сиднея» является небесно-голубой, который неофициально считается цветом штата Новый Южный Уэльс. Запасным цветом является морской с дополнением оранжевого и белого цветов.
Логотип клуба создан в форме герба и используется с 2004 года. В центре логотипа изображён мяч, над которым возвышаются три паруса Сиднейского оперного театра, признанный символ Сиднея. Под мячом изображена Звезда Содружества, которая символизирует Федерацию Австралии.

## Экипировка и спонсоры
| Годы      | Форма        | Титульный спонсор | Спонсоры                                       |
| --------- | ------------ | ----------------- | ---------------------------------------------- |
| 2005—2007 | Reebok       | Healthe           | HBA Insurance                                  |
| 2007—2009 | Reebok       | Bing Lee, JVC     | HBA Insurance                                  |
| 2009—2011 | Reebok       | Bing Lee, Sony    | MBF Health Insurance, Pulsar                   |
| 2011—2012 | Adidas       | ЮНИСЕФ            | Sydney Children's Hospital, CMRI               |
| 2012—2014 | Adidas       | Webjet            | Destination NSW, Caltex                        |
| 2014—2015 | Adidas       | Webjet            | Startrack, Beechwood                           |
| 2015—2017 | Puma         | Webjet            | Startrack ITP Университет Нового Южного Уэльса |
| 2017—2019 | Puma         | The Star          | Startrack ITP Университет Нового Южного Уэльса |
| 2019—     | Under Armour | The Star          | Kennards Hire                                  |

## Стадион
«Сидней» проводит домашние матчи на Альянс Стэдиум (более известный как Сиднейский футбольный стадион), расположенный в районе Мур парк. Он был построен в 1988 году для проведения матчей по регби-13, в настоящее время также используется для матчей по футболу и регби.
На стадионе также периодически выступает сборная Австралии по футболу в частности матч отборочного турнира Чемпионат мира 1994 против сборной Аргентины. Изначально вмещал 41,159 человек, в 2007 году была проведена реконструкция, на данный момент стадион вмещает 45 500 зрителей.
Также «Сидней» проводил домашние матчи и на других стадионах, например, в 2007 году матч Лиги чемпионов АФК с индонезийским клубом «Персик Кедири» был проведён на стадионе Парраматта, так как в этот день на Альянс Стэдиум проводился матч Национальной регбийной лиги.

## Болельщики
«Сидней» является одним из самых поддерживаемых клубов Австралии, так как до 2012 года был единственным представителем крупнейшего города в А-Лиге. Крупнейшая группа болельщиков называется «The Cove» и располагаются на северной трибуне в секторах 22—26. Название произошло от имени первого поселения на территории современного Сиднея. Ещё одно объединение болельщиков называется «Изумрудный город», отсылка к негласному названию Сиднея.
Участники «Cove» посещают каждый домашний матч, а также отправляются на выездные матчи по всей стране, что бы поддержать команду. 7 июля 2006 года, австралийский рок исполнитель Джимми Барнс записал с 25 фанатами из «Cove» на бэк-вокале песню «Sydney FC for Me», которая была выпущена перед началом сезона 2006/07.

## Состав
| 1  | Флаг Австралии | Вр  | Эндрю Рэдмэйн         | 1989 |  |  |  |  |
| 20 | Флаг Австралии | Вр  | Том Хьюард-Белль      | 1997 |  |  |  |  |
| 30 | Флаг Австралии | Вр  | Адам Павлешич         | 2002 |  |  |  |  |
|    |                |     |                       |      |  |  |  |  |
| 2  | Флаг Австралии | Защ | Патрик Флоттманн      | 1997 |  |  |  |  |
| 3  | Флаг Австралии | Защ | Бен Уорленд           | 1996 |  |  |  |  |
| 4  | Флаг Австралии | Защ | Алекс Уилкинсон       | 1984 |  |  |  |  |
| 6  | Флаг Австралии | Защ | Райан Макгоуэн        | 1989 |  |  |  |  |
| 7  | Флаг Австралии | Защ | Майк Зулло            | 1988 |  |  |  |  |
| 16 | Флаг Австралии | Защ | Джоэл Кинг            | 2000 |  |  |  |  |
| 21 | Флаг Австралии | Защ | Гарри Ван дер Сааг    | 1999 |  |  |  |  |
| 23 | Флаг Австралии | Защ | Райан Грант           | 1991 |  |  |  |  |
| 25 | Флаг Австралии | Защ | Каллум Тальбот        | 2001 |  |  |  |  |
|    |                |     |                       |      |  |  |  |  |
| 5  | Флаг Германии  | ПЗ  | Александер Баумйоханн | 1987 |  |  |  |  |

| 8  | Флаг Австралии      | ПЗ  | Пауло Ретре      | 1993 |  |  |  |  |
| 10 | Флаг Сербии         | ПЗ  | Милош Нинкович   | 1984 |  |  |  |  |
| 17 | Флаг Австралии      | ПЗ  | Энтони Касерес   | 1992 |  |  |  |  |
| 19 | Флаг Австралии      | ПЗ  | Крис Зувела      | 1997 |  |  |  |  |
| 26 | Флаг Австралии      | ПЗ  | Люк Брэттан      | 1990 |  |  |  |  |
| 28 | Флаг Австралии      | ПЗ  | Калем Ньювенхоф  | 2001 |  |  |  |  |
|    |                     |     |                  |      |  |  |  |  |
| 9  | Флаг Бразилии       | Нап | Бобо             | 1985 |  |  |  |  |
| 11 | Флаг Новой Зеландии | Нап | Коста Барбарусес | 1990 |  |  |  |  |
| 12 | Флаг Австралии      | Нап | Трент Бухагьяр   | 1998 |  |  |  |  |
| 18 | Флаг Австралии      | Нап | Люк Иванович     | 2000 |  |  |  |  |
| 27 | Флаг Австралии      | Нап | Джордан Свибел   | 1999 |  |  |  |  |
| 33 | Флаг Австралии      | Нап | Патрик Вуд       | 2002 |  |  |  |  |

## Капитаны
Капитаны по годам (2005-н.в.) Только игры А-Лиги.
| Имя                   | Национальность         | Годы      |
| --------------------- | ---------------------- | --------- |
| Марк Рудан            | Флаг Австралии         | 2005-2007 |
| Тони Попович          | Флаг Австралии         | 2007-2008 |
| Стив Корика           | Флаг Австралии         | 2008-2010 |
| Терри Макфлин         | Флаг Северной Ирландии | 2010-2013 |
| Алессандро Дель Пьеро | Флаг Италии            | 2013-2014 |
| Алекс Броск           | Флаг Австралии         | 2014-2019 |
| Алекс Уилкинсон       | Флаг Австралии         | 2019-н.в. |

## Тренерский штаб
Информация взята с официального сайта клуба
- Главный тренер —  Стив Корика
- Ассистент тренера —  Фил Мосс
- Фитнес-тренер —  Эндрю Кларк
- Тренер вратарей —  Джон Кроули

## Зал Славы
Согласно списку Зал Славы ФК Сидней на официальном сайте клуба.
- Стив Корика
- Дуайт Йорк
- Марк Рудан
- Клинт Болтон
- Пьер Литтбарски
- Витезслав Лавичка
- Терри Макфлин
- Алессандро Дель Пьеро

## Главные тренеры
| Имя                 | Годы                            | Статистика | Статистика | Статистика | Статистика | Статистика | Достижения                                       |
| Имя                 | Годы                            | М          | В          | Н          | П          | %          | Достижения                                       |
| ------------------- | ------------------------------- | ---------- | ---------- | ---------- | ---------- | ---------- | ------------------------------------------------ |
| Пьер Литтбарски     | февраль 2005 — июнь 2006        | 24         | 12         | 7          | 5          | 50 %       | Чемпион А-лиги: 2005/06 Лига чемпионов ОФК: 2005 |
| Терри Бутчер        | июль 2006 — февраль 2007        | 23         | 9          | 8          | 6          | 39 %       |                                                  |
| Бранко Кулина       | апрель 2007 — октябрь 2007      | 9          | 2          | 3          | 4          | 22 %       |                                                  |
| Джон Космина        | октябрь 2007 — март 2009        | 35         | 13         | 11         | 11         | 37 %       |                                                  |
| Витезслав Лавичка   | февраль 2009 — май 2012         | 89         | 35         | 22         | 32         | 39 %       | Чемпион А-лиги: 2009/10                          |
| Иан Крук            | май 2012 — 11 ноября 2012       | 6          | 2          | 0          | 4          | 33 %       |                                                  |
| Стив Корика (и. о.) | 12 ноября 2012 — 27 ноября 2012 | 2          | 0          | 0          | 2          | 0 %        |                                                  |
| Фрэнк Фарина        | 28 ноября 2012 — 23 апреля 2014 | 47         | 19         | 8          | 20         | 40 %       |                                                  |
| Грэм Арнольд        | 8 мая 2014 — 8 марта 2018       | 113        | 65         | 28         | 20         | 57,52 %    | Чемпион А-лиги: 2016/17 Кубок Австралии: 2017    |

## Достижения
- Победитель плей-офф чемпионата Австралии (A-League): 2006, 2010, 2017, 2019, 2020
- Победитель регулярного первенства A-League: 2010, 2017, 2018, 2020
- Обладатель Кубка Австралии (FFA Cup): 2017
- Победитель Клубного чемпионата Океании: 2005